# Теория решения изобретательских задач
Теория решения изобретательских задач, или ТРИЗ, — набор методов решения и усовершенствования технических задач и систем с помощью нахождения и решения технических противоречий. На английском помимо транслитерации TRIZ известен под акронимом TIPS, расшифровываемым как англ. theory of inventive problem solving.
Идея ТРИЗ заключается в том, что разные технические задачи являются техническими противоречиями, которые могут быть решены одними и теми же методами. Для решения конкретной задачи пользователи ТРИЗа сначала приводят задачу к обобщённому виду, затем обобщённую задачу пытаются решить подходящим общим методом, и только потом возвращаются к конкретной задаче и пытаются применить к ней найденное решение.
Основу ТРИЗа составляют 40 общих изобретательских приёмов, 76 стандартных шаблонов решений и несколько других идей.

## История
Первая версия ТРИЗ была разработана советским инженером-изобретателем Генрихом Альтшуллером, который работал в патентном бюро и там проанализировал 40 тысяч патентов в попытке найти закономерности в процессе решения инженерных задач и появления новых идей. Работа над ТРИЗом была начата Альтшуллером в 1946 году, первая публикация была выпущена им и Рафаэлем Шапиро в 1956 году.
В это время развитие ТРИЗа происходило не в рамках науки, рецензирование статей и научный метод не применялись, место полноценной научной дискуссии занимали активная общественная деятельность по популяризации ТРИЗа, публикация книг и проведение учебных семинаров. Так, Альтшуллер сам проводил занятия по ТРИЗу в 1948—1998 годах, а до 1970-х годов обучение ТРИЗу проходило преимущественно на экспериментальных семинарах.
В советский период дискуссия вокруг ТРИЗа не выходила за рамки закрытой группы его создателей, потенциальные изменения в ТРИЗе одобрялись лично Альтшуллером. В то же время выделяются региональные школы ТРИЗ. В частности, основателем и многолетним лидером ленинградской школы ТРИЗ считается Волюслав Владимирович Митрофанов (1928—2014). На практике ТРИЗ использовался в СССР на предприятиях, где работали специалисты, увлеченные ТРИЗ, например на заводе «Светлана» в Ленинграде, где Митрофанов занимал руководящие должности.
В 1990-х годах ТРИЗ стал известен за пределами бывшего СССР, в том числе он начал применяться некоторыми международными компаниями, самый известный пример из которых — Samsung. Эта компания активно использует его при создании инноваций.
В 2000-х годах по ТРИЗу стали появляться научные статьи, однако он продолжает оставаться малоизвестным в академических кругах. Например, в технологических университетах, занимающих 30 первых мест по рейтингу QS World University Rankings, из 294 курсов, посвящённых инженерному проектированию и разработке новых продуктов, только два упоминают ТРИЗ в своей учебной программе.
С одной стороны, ТРИЗ называют одним из наиболее развитых и результативных наборов методов, помогающих на начальном этапе инженерной деятельности; с другой стороны, отмечается ограниченное применение ТРИЗ промышленными компаниями, а также слабая связь ТРИЗа с наукой.

## Описание

### Изобретательская ситуация и изобретательская задача
По мнению Альтшуллера, первый шаг на пути к изобретению — переформулировать ситуацию таким образом, чтобы сама формулировка отсекала бесперспективные и неэффективные пути решения. После этого можно переформулировать изобретательскую ситуацию в стандартную мини-задачу: «согласно ИКР (идеальному конечному результату), всё должно остаться так, как было, но либо должно исчезнуть вредное, ненужное качество, либо появиться новое, полезное качество». Основная идея мини-задачи в том, чтобы избегать существенных (и дорогих) изменений и рассматривать в первую очередь простейшие решения.
Формулировка мини-задачи способствует более точному описанию задачи:
- Из каких частей состоит система, как они взаимодействуют?
- Какие связи являются вредными, мешающими, какие — нейтральными, и какие — полезными?
- Какие части и связи можно изменять, и какие — нельзя?
- Какие изменения приводят к улучшению системы, и какие — к ухудшению?

### Противоречия
После того, как мини-задача сформулирована и система проанализирована, согласно теории Альтшуллера, должно обнаруживаться, что попытки изменений с целью улучшения одних параметров системы приводят к ухудшению других параметров. Например, увеличение прочности крыла самолёта может приводить к увеличению его веса, и наоборот — облегчение крыла приводит к снижению его прочности. В системе возникает конфликт, противоречие.
ТРИЗ выделяет 3 вида противоречий (в порядке возрастания сложности разрешения):
- административное противоречие: «надо улучшить систему, но я не знаю как (не умею, не имею права) сделать это». Это противоречие является самым слабым и может быть снято либо изучением дополнительных материалов, либо принятием административных решений.
- техническое противоречие: «улучшение одного параметра системы приводит к ухудшению другого параметра». Техническое противоречие — это и есть постановка изобретательской задачи. Переход от административного противоречия к техническому резко понижает размерность задачи, сужает поле поиска решений и позволяет перейти от метода проб и ошибок к алгоритму решения изобретательской задачи, который либо предлагает применить один или несколько стандартных технических приёмов, либо (в случае сложных задач) указывает на одно или несколько физических противоречий.
- физическое противоречие: «для улучшения системы какая-то её часть должна находиться в разных физических состояниях одновременно, что невозможно». Физическое противоречие является наиболее фундаментальным, потому что изобретатель упирается в ограничения, обусловленные физическими законами природы. Для решения задачи изобретатель должен воспользоваться справочником физических эффектов и таблицей их применения.

### Алгоритм решения изобретательских задач
Алгоритм решения изобретательских задач (АРИЗ) —  последовательность действий по выявлению и разрешению противоречий в решаемой задаче. Алгоритм позволяет отбросить неподходящие и слабые варианты решения, которых может быть больше миллиона. Сам алгоритм состоит примерно из 85 шагов, в зависимости от версии алгоритма. АРИЗ включает:
- собственно программу,
- информационное обеспечение, питающееся из информационного фонда
- методы управления психологическими факторами, которые входят составной частью в методы развития творческого воображения.

С развитием ТРИЗ, менялся и АРИЗ. Всего есть несколько версий АРИЗ: АРИЗ-56, АРИЗ-59, АРИЗ-61, АРИЗ-64, АРИЗ-65, АРИЗ-68, АРИЗ-77, АРИЗ-82А, АРИЗ-82Б, АРИЗ-82Г, АРИЗ-82В.

### Информационный фонд
Он состоит из:
- приёмов устранения противоречий и таблицы их применения;
- системы стандартов на решение изобретательских задач (типовые решения определённого класса задач);
- технологических эффектов (физических, химических, биологических, математических, в частности, наиболее разработанных из них в настоящее время — геометрических) и таблицы их использования;
- ресурсов природы и техники и способов их использования.

#### Система приёмов
ТРИЗ включает список из 40 основных приёмов. Работа по составлению списка таких приёмов была начата Г. С. Альтшуллером ещё на ранних этапах становления теории решения изобретательских задач. Эти приёмы показывают лишь направление и область, где могут быть сильные решения. Конкретный же вариант решения они не выдают. Эта работа остаётся за человеком.

Система приёмов, используемая в ТРИЗ, включает простые и парные (приём-антиприём).
Простые приёмы позволяют разрешать технические противоречия. Среди простых приёмов ТРИЗа наиболее популярны 40 основных (типовых) приёмов (вместе с подприёмами — более 100).
Парные приёмы состоят из приёма и антиприёма, с их помощью можно разрешать физические противоречия, так как при этом рассматривают два противоположных действия, состояния, свойства.

#### Стандарты на решение изобретательских задач
Стандарты на решение изобретательских задач представляют собой комплекс приёмов, использующих физические или другие эффекты для устранения противоречий или их обход. Это своего рода формулы, по которым решаются задачи. Для описания структуры этих приёмов Альтшуллером был создан вещественно-полевой (вепольный) анализ.
Система стандартов состоит из классов, подклассов и конкретных стандартов. Она включает в себя 76 стандартов. С помощью этой системы предлагается не только решать, но и выявлять новые задачи и прогнозировать развитие технических систем. Основные классы стандартов:
1. Стандарты на изменение систем
2. Стандарты на обнаружение и измерение систем
3. Стандарты на применение стандартов

#### Технологические эффекты
Технологический эффект — это преобразование одних технологических воздействий в другие. Могут требовать привлечения других эффектов — физических, химических и т. п.
Физические эффекты
Согласно Альтшуллеру насчитывалось около пяти тысяч физических эффектов и явлений. В разных областях техники могут применяться различные группы физических эффектов, но есть и общеупотребительные. Их по Альтшуллеру примерно 300—500.
Химические эффекты
По Альтшуллеру химические эффекты — это подкласс физических эффектов, при котором изменяется только молекулярная структура веществ, а набор полей ограничен в основном полями концентрации, скорости и тепла. Ограничившись лишь химическими эффектами, зачастую, можно ускорить поиск приемлемого решения.
Биологические эффекты
Биологические эффекты — это эффекты, производимые биологическими объектами (животными, растениями, микробами и т. п.). Применение биологических эффектов в технике позволяет не только расширить возможности технических систем, но и получать результаты, не нанося вреда природе. С помощью биологических эффектов можно выполнять различные операции: обнаружение, преобразование, генерирование, поглощение вещества и поля и другие операции.
Математические эффекты
Среди математических эффектов наиболее разработанными являются геометрические. Геометрические эффекты — это использование геометрических форм для различных технологических преобразований. Широко известно применение треугольника, например, использование клина или скользящих друг по другу двух треугольников.

#### Ресурсы
Вещественно-полевые ресурсы (ВПР) — это ресурсы, которые можно использовать при решении задач или развитии системы. По Альтшуллеру использование ресурсов увеличивает идеальность системы.

### Законы развития технических систем
Г. С. Альтшуллер в книге «Творчество как точная наука» (М.: «Советское радио», 1979) сформулировал «законы развития технических систем», сгруппированные в три условные блока:
- Статика — законы 1—3, определяющие условия возникновения и формирования ТС;
- Кинематика — законы 4—6, 9 определяют закономерности развития вне зависимости от воздействия физических факторов. Важны для периода начала роста и расцвета развития ТС;
- Динамика — законы 7—8 определяют закономерности развития ТС от воздействия конкретных физических факторов. Важны для завершающего этапа развития и перехода к новой системе.

Самый важный закон рассматривает «идеальность» (одно из базовых понятий в ТРИЗ) системы.

### Вещественно-полевой (вепольный) анализ
Веполь (вещество + поле) — модель взаимодействия в минимальной системе, в которой используется характерная символика.
Г. С. Альтшуллер разработал методы для анализа ресурсов. Несколько из открытых им принципов рассматривают различные вещества и поля для разрешения противоречий и увеличения идеальности технических систем.
Ещё одной распространённой техникой в ТРИЗ является анализ веществ, полей и других ресурсов, находящихся в системе или поблизости, которые остаются неиспользованными.

## Первоисточники
- Альтшуллер Г. С. Как научиться изобретать. — Тамбов: Тамбовское книжное издательство. — 1961.
- Альтшуллер Г. С. Творчество как точная наука (оглавление). — М.: Советское радио, 1979.
- Альтшуллер Г. С. Найти идею. — Новосибирск: Наука, 1986 (1-е изд.), 1991 (2-е изд.).